# Vlaamse Televisie Sterren 2018
De Vlaamse Televisie Sterren 2018 was de elfde editie van de Vlaamse Televisie Sterren waar de Vlaamse Televisie Academie verscheidene programma's en tv-figuren bekroonde. Het evenement vond plaats op 10 december 2018. De presentatie van de awards werd verzorgd door Mark Uytterhoeven terwijl hij een gastcollege 'Van Vonk tot Ster' aan de Universiteit Gent gaf. Net als bij de voorgaande editie was geen enkele televisiezender bereid om de uitreiking uit te zenden.
Naar aanleiding van een bijzonder gastcollege met als thema 'achter de schermen van de Vlaamse televisiesector', georganiseerd door de vakgroep Communicatiewetenschappen en de Faculteit Politieke & Sociale Wetenschappen bracht de Vlaamse Televisie Academie opkomend en gevestigd televisietalent samen voor een debat en reflectie over creativiteit, hedendaagse trends en toekomstige uitdagingen. Naast centrale spreker Uytterhoeven spraken ook Tom Waes, Thomas Vanderveken, Otto-Jan Ham, Lynn Van Royen en Joris Hessels.
Voor de prijsuitreiking werd binnen de Academie gestemd in twee ronden: Alle leden van de Academie mochten uit een longlist voor de verschillende categorieën kiezen. De vier hoogst gerangschikten werden de genomineerden voor de tweede ronde waar een jury in geheime stemming de uiteindelijke laureaat bepaalde. In de jury zetelden dit jaar Carry Goossens, Ilse Beyers, Jan Van Rompaey, Julie Mahieu, Karine Claassen, Lena De Meerleer, Michael Van Peel, Saartje Vandendriessche en Vincent Rouffaer.
In totaal werden er 9 Televisie Sterren uitgereikt.

## Winnaars
| Categorie                                   | Winnaar                                                | Genomineerden                                                                           | Uitgereikt door |
| ------------------------------------------- | ------------------------------------------------------ | --------------------------------------------------------------------------------------- | --------------- |
| Beste Acteur                                | Peter Van den Begin (Tabula rasa)                      | Ben Segers, Jeroen Perceval, Marc Van Eeghem                                            |                 |
| Beste Actrice                               | Lynn Van Royen (Tabula rasa, Beau Séjour, Spitsbroers) | Barbara Sarafian, Tiny Bertels, Veerle Baetens                                          |                 |
| Beste Presentator                           | Thomas Vanderveken (Alleen Elvis blijft bestaan)       | Dieter Coppens, Jens Dendoncker, Otto-Jan Ham                                           |                 |
| Beste Presentatrice                         | Frances Lefebure (Hotel Römantiek)                     | An Lemmens, Danira Boukhriss, Goedele Wachters                                          |                 |
| Beste Drama                                 | Tabula rasa (Eén)                                      | Beau Séjour (Eén), Chaussée d'Amour (Vier), Tytgat Chocolat (Eén)                       |                 |
| Beste Humor- en Comedyprogramma             | De zonen van Van As (VTM)                              | De Ideale Wereld (Canvas), Generatie B (Canvas), Zie mij graag (Eén)                    |                 |
| Beste entertainmentprogramma op locatie     | Hotel Römantiek (VIER)                                 | Hoe zal ik het zeggen? (VTM), Liefde voor mziek (VTM), Sorry voor alles (Eén)           |                 |
| Beste entertainmentprogramma studio         | Mag ik u kussen? (Eén)                                 | Control Pedro (Vier), De Slimste Mens ter Wereld (Vier), The Voice van Vlaanderen (VTM) |                 |
| Beste Reportage, Documentaire en Informatie | Radio Gaga (Canvas)                                    | Alleen Elvis blijft bestaan (Canvas), Goed Volk (Eén), Topdokters (Vier)                |                 |

2008 · 2009 · 2010 · 2011 · 2012 · 2013 · 2014 · 2015 · 2016 · 2017 · 2018